# Sanel Saljic
Sanel Saljic (* 27. November 2005 in Wien) ist ein österreichischer Fußballspieler.

## Karriere

### Verein
Saljic begann seine Karriere bei der SV Schwechat. Zur Saison 2014/15 wechselte er zum FC Admira Wacker Mödling. Im April 2018 wechselte er in die Jugend des FK Austria Wien, bei dem er dann ab der Saison 2019/20 auch sämtliche Altersstufen in der Akademie durchlief. Zur Saison 2022/23 rückte er in den Kader der zweiten Mannschaft der Wiener. Für diese kam er aber in jener Spielzeit nie zum Einsatz, ohne ihn stiegen die Young Violets aus der 2. Liga ab.
Nach dem Abstieg debütierte Saljic dann im Juli 2023 in der Regionalliga. Bis zur Winterpause der Saison 2023/24 kam er in 15 Regionalligapartien für die Amateure der Austria zum Zug. Im Jänner 2024 wurde er auf Kooperationsbasis an den Zweitligisten SV Stripfing verliehen. Sein Debüt in der 2. Liga gab er anschließend im Februar 2024, als er am 17. Spieltag jener Saison gegen den DSV Leoben in der Startelf stand. Im Mai 2024 debütierte er dann gegen den SC Austria Lustenau für Austria Wien in der Bundesliga.

### Nationalmannschaft
Saljic debütierte im September 2021 gegen Dänemark für die österreichische U-17-Auswahl. Im Juni 2023 machte er gegen Bulgarien sein einziges Spiel im U-18-Team. Im Februar 2024 gab er sein Debüt für die U-19-Mannschaft.